# کونی (تقسیمات کشوری)

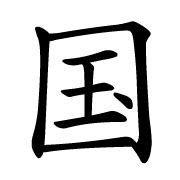

کونی (به ژاپنی: 国) معادل این واژه در زبان ژاپنی معاصر، دولت (دولت خود مختار) است اما کونی در واقع واژه‌ای مبهم به شمار می‌رود که برای وسعت یا درجات  خود مختاری گوناگون بکار برده می‌شود. این واژه همچنین به معنای منطقه، زادگاه است و همچنین در ژاپن باستان و قبل از دوره میجی یکی از واحدهای طبقه‌بندی مناطق کشوری ژاپن بوده است.